# Ali Zein
Ali Zein Mohamed, född 14 december 1990, är en egyptisk handbollsspelare som spelar för CS Dinamo București och det egyptiska landslaget. Han är högerhänt och spelar som vänsternia.

## Karriär
Med landslaget har han deltagit i bland annat OS 2016 & 2020, och VM 2013, 2015, 2019 & 2021. Han har även varit med och tagit guld i Afrikanska mästerskapet 2016 och 2020, och silver 2018. I Afrikanska mästerskapet 2020 blev han utsedd till bästa vänsternia, och 2018 blev han utsedd till bästa spelare.
Han har med klubblag bland annat vunnit ligan i Förenade Arabemiraten fyra gånger, Egyptiska ligan en gång, och afrikanska Champions League en gång. I juli 2021 presenterades han av FC Barcelona inför kommande säsong. Han spelade där en säsong, innan han gick till rumänska CS Dinamo București.